# Bahnhof Nordenham
Der Bahnhof Nordenham, im niedersächsischen Nordenham im Landkreis Wesermarsch liegt an der Bahnstrecke Hude–Nordenham-Blexen und stammt aus der zweiten Hälfte des 19. Jahrhunderts.
Das Empfangsgebäude liegt zentral an der Bahnhofstraße und steht unter Denkmalschutz (siehe auch Liste der Baudenkmale in Nordenham). Aktuell (2023) wird es nur teilweise für Bahnzwecke genutzt; neue Nutzungskonzepte werden gesucht.

## Geschichte
1867/68 baute der Kaufmann, Reederei-Agent und Stadtgründer Wilhelm Müller die Gaststätte Zum grauen Ochsen und das Hotel auf dem Deiche. 1875 erhielt Nordenham, damals noch die Gemeinde Atens, einen Bahnanschluss an die 50 km lange, zum größten Teil eingleisige Bahnstrecke Hude–Nordenham-Blexen. Bauherr waren die Großherzoglich Oldenburgische Staatseisenbahnen (GOE). Die Verlängerung nach Blexen erfolgte erst 1904 und dient seit 1980 nur noch als Industriegleis. Seit 1980 ist die Strecke ab Nordenham elektrifiziert.

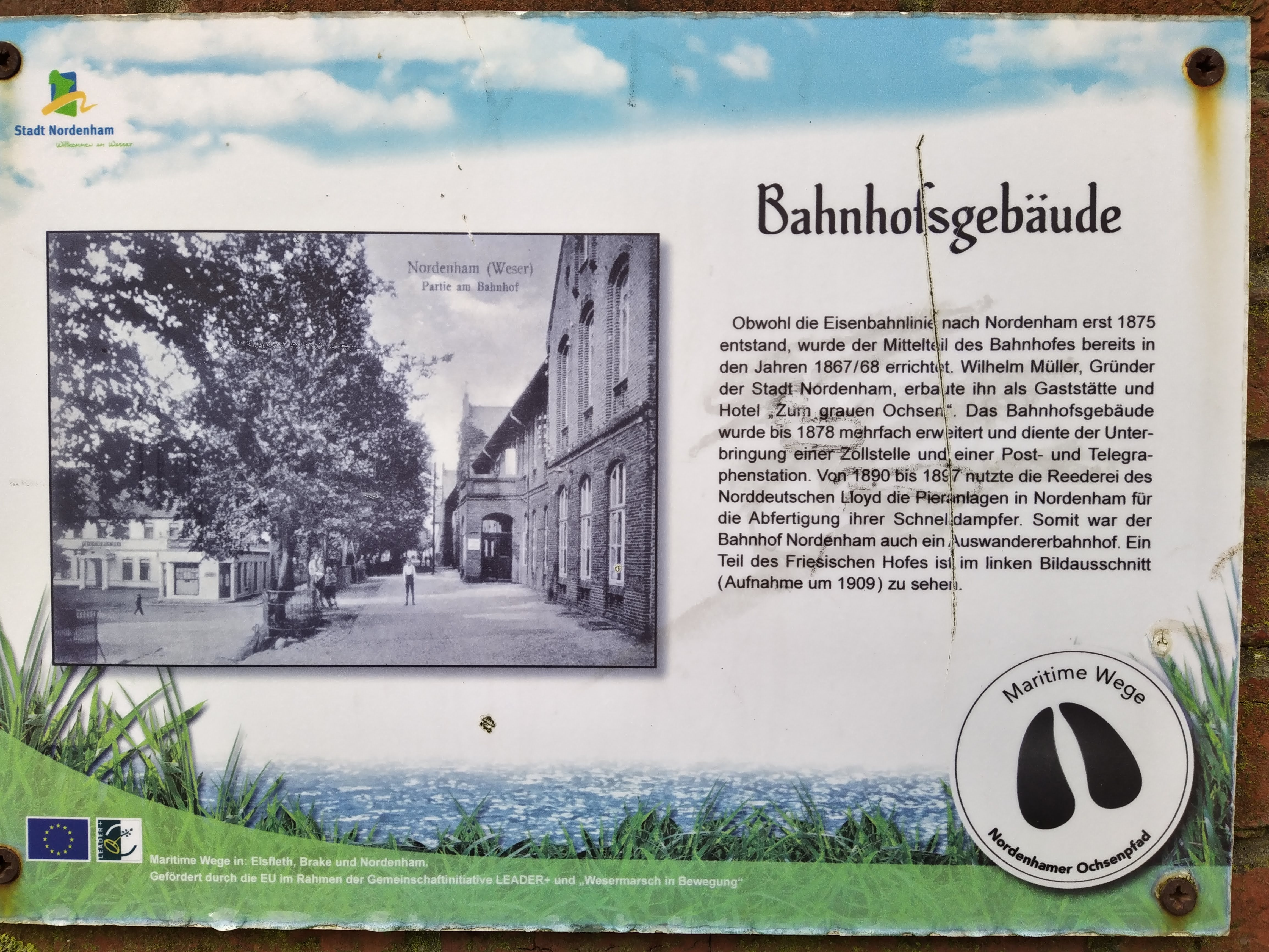
Bahnhof und links der Friesische Hof, 1909

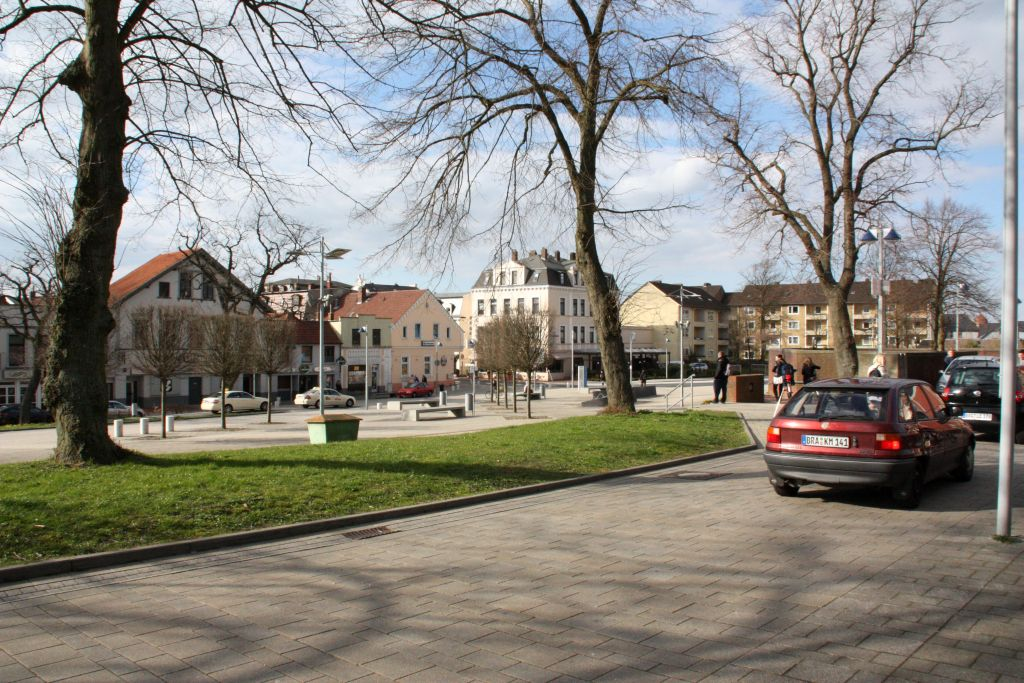
Vor dem Bahnhof

Das Gasthaus und Hotel wurde zum Mittelteil des Bahnhofs und mit dem Bahnanschluss entstanden bis 1878 die Erweiterungsbauten. Sie dienten auch als Zollstelle. Als der Norddeutsche Lloyd von 1890 bis 1897 die Pier für seine Passagierschiffe nutzte, war hier auch ein Auswandererbahnhof.
Die Butjadinger Bahn verband als Kleinbahn von 1908 bis 1956 (Personenverkehr) bzw. 1968 (Güterverkehr) Nordenham mit Eckwarderhörne zur besseren Anbindung des Hinterlandes.
Die Regio-S-Bahn Bremen/Niedersachsen RS 4 der NordWestBahn verbindet seit 2010 im Stundentakt Nordenham mit Bremen und ersetzt die RegionalExpress-Züge.
Das zweigeschossige verklinkerte historisierende traufständige Gebäude mit Satteldach, vorderseitig drei Giebelrisaliten – mittig und an jeder Seite – mit Treppengiebel bzw. Fialen in den oberen Giebeldreiecken, und südseitig ein weiteres dreigeschossiges Giebelrisalit sowie mit segmentbogigen Fenstern, wurde in verschiedenen Baustufen von 1867 bis Ende des 19. Jahrhunderts gebaut. Zur Schienenseite sind die drei Giebelrisalite ebenfalls sichtbar. 1875 wurde das Gebäude an das Großherzogtum Oldenburg verkauft.
Der verklinkerte historisierende Lokschuppen von nach 1875 nördlich vom Bahnhof mit Satteldach, dem höheren Mittelteil mit den zwei großen segmentbogigen Toren, flankiert von zwei fialartigen Abschlüssen, dem linken Tor und dem rechten zugemauerten ehemaligen Tor mit zwei weiteren fialartigen Abschlüssen sowie einem markanten differenzierten Gesimsband, den spitzbogigen Fenstern mit durch Ziegel gestufter Laibung und den Ziegelornamenten der Fassade ist auch denkmalgeschützt.
Der Denkmalwert liegt nach dem Landesdenkmalamt in der geschichtlichen und städtebaulichen Bedeutung.
Die Deutsche Bahn will alte, wenig und ungenutzte Bahnhofsgebäude nicht mehr verkaufen, sondern sanieren und gemeinsam mit den Kommunen neue Nutzungsmöglichkeiten finden. Dazu fanden und finden auch mit der Stadt Nordenham Gespräche statt.